# المنصور صلاح الدين محمد
السُّلْطَان الْملك الْمَنْصُور صَلَاح الدّين مُحَمَّدُ بن المظفر زَيْنُ الدِّينِ حَاجِي بن النَّاصِرُ مُحَمَّدُ بن قَلَاوُونَ (ربيع الأول 738هـ - 1337م / صفر 762هـ - 1361م) الْمَعْرُوف بِابْن التنكزية هو السلطان الثَّاني عَشَر مِن سلاطين بني قَلَاوُونَ والأول من أحفاد النَّاصِرُ مُحَمَّدُ تولى عرش سلطنة مصر في الفترة من (جُمَادَى الْآخِرَة سنة 752هـ - 1361م / شَوَّال سنة 755هـ - 1363م) بعد أختفاء عمه النَّاصِرُ بدر الدين حَسَنْ .

## نشأته

### نسبه
صلاح الدين محمد بن الملك المظفر زين الدين حاجي بن الناصر ناصر الدين محمد بن المنصور سيف الدين قلاوون بن عبد الله الألفي العلائي الصالحي
والده هو الملك المظفر زين الدين حاجي التاسع من سلاطين بني قَلَاوُونَ الذي تولي الحكم من بعد أخيه الكامل سيف الدين شعبان أما والدته فهي بنت سيف الدين تنكز نَائِب الشَّام في عهد الناصر محمد.